# Poštová banka
Poštová banka, a.s. – założony w 1992 roku słowacki bank z siedzibą w Bratysławie.
Świadczy usługi w ponad 1600 urzędach pocztowych na całej Słowacji, a jego własna sieć składa się z 51 oddziałów i 215 bankomatów (stan na 2020 rok).